# Harba-Szipak
Harba-Szipak – według Synchronistycznej listy królów siódmy władca z dynastii kasyckiej, następca Urzigurumasza.

## Imię
Imię tego władcy zachowało się jedynie w Synchronistycznej liście królów (I 16), ale z powodu złego stanu zachowania tabliczki jego odczyt pozostaje niepewny. Stosowana w tym artykule forma Harba-Szipak opiera się na transliteracji Weidnera, który odczytał to imię jako mḪar-ba-[Ši-p]ak. Według tego badacza istnieć miała jedynie niepewność co do odczytu trzeciego znaku w imieniu tego władcy. Z kolei według późniejszych badań Brinkmana możliwy miał być jedynie odczyt pierwszej części imienia (/mḪar\-ba-), podczas gdy odczyt jego drugiej części miał być niepewny. Jego zdaniem ta część imienia miała być tak zniszczona, iż nie było nawet pewności co do tego, czy po /mḪar\-ba- powinien być jeden czy dwa znaki. Zgodnie z tymi ustaleniami Grayson podał następujący odczyt tego imienia: /mḪar\-ba-(x)-x. Według Brinkmana zaproponowana przez Weidnera rekonstrukcja imienia w formie Harba-Szipak nie jest wykluczona, ale na chwilę obecną musi pozostać jedynie jedną z możliwości.

## Panowanie
Synchronistyczna lista królów jest jedynym źródłem, które wymienia imię tego władcy. Według niej miał on być następcą Urzigurumasza, poprzednikiem Tiptakzi i współczesnym asyryjskiemu królowi Szamszi-Adadowi II (ok. 1585-1580 p.n.e.).  W Babilońskiej liście królów A imię siódmego władcy z dynastii kasyckiej, następcy Urzigurumasza, nie zachowało się. Według Graysona istniała jedynie możliwość, że ostatnim znakiem w uszkodzonej linijce tekstu mogło być ŠEŠ („brat”). Jeżeli siódmym władcą kasyckim wymienionym w Babilońskiej liście królów A był rzeczywiście Harba-Szipak, to użyte przy jego imieniu słowo „brat” wskazywałoby na niego jako na brata jego poprzednika, Urzigurumasza.